# کوتارو فوجیکاوا
کوتارو فوجیکاوا (انگلیسی: Kotaro Fujikawa؛ زادهٔ ۲۴ ژوئیهٔ ۱۹۹۸) بازیکن فوتبال اهل ژاپن است.
از باشگاه‌هایی که در آن بازی کرده‌است می‌توان به باشگاه فوتبال جوبیلو ایواتا اشاره کرد.